# Forum permanent des sociétés de journalistes
Fondée le 27 septembre 2005, le Forum permanent des sociétés de journalistes est une structure dont la mission est de fédérer les sociétés de rédacteurs, qui veillent au respect de la déontologie et à l'indépendance journalistique dans les médias.

## Histoire
Le Forum permanent des sociétés de journalistes a repris le mouvement lancé en 1967 par la Fédération française des sociétés de journalistes, tombée en sommeil, mais sous une forme nouvelle, plus décentralisée et plus modeste. À sa création en 2005, elle regroupe une douzaine de sociétés de rédacteurs et voit leur nombre doubler en trois ans pour atteindre près d'une trentaine. Son président était en 2012 le journaliste François Malye. À sa création, le 27 septembre 2005, le bureau du Forum des sociétés de journalistes était composé d'Armelle Héliot (Le Figaro), secrétaire générale, François Bazin (Le Nouvel Observateur), Trésorier, Marie Béatrice Baudet (Le Monde), Vittorio de Filippis (Libération).
Dès sa création, le forum a demandé que les Sociétés de journalistes puissent disposer d’un droit de veto sur le choix des directeurs de rédaction. Il a aussi réclamé "la création d’un cadre juridique garantissant aux sociétés de journalistes la présence des représentants élus des rédactions au sein des instances de décision et de contrôle (conseil d’administration et conseil de surveillance)". 
Le Forum regroupait en 2009 les sociétés de 27 rédactions : L'AFP, Les Échos, L'Équipe, Le Figaro, L'Humanité, Libération, Le Monde, Le Monde interactif, La Tribune, L'Alsace-Le Pays, La Libre Belgique, Midi libre, L'Express, Le Journal du dimanche, Marianne, Le Nouvel Observateur, M6, Paris Match, Le Point, Radio France, Radio France internationale, RFO, L'Étudiant, Sciences et Avenir, Télérama, Télé 7 jours, Courrier Cadres.